# Pokémon – A népszerű tv-sorozat zenéje
Pokémon – A népszerű tv-sorozat zenéje a Pokémon animesorozat első évadának dalait tartalmazza magyar nyelven. A dalok előadói Németh Attila és Fehér Adrienn, mind a ketten képzett énekesek. Világszerte is a magyar nyelvű Pokémon-dalok az egyik legjobbnak tartott változat a fordítások között.[forrás?]
Mivel hozzánk is eljutott annak idején a Pokémon-láz, ezért sikeres volt az album, az 5. helyet érte el a MAHASZ albumeladási listáján, 21 hétig volt a listán, és mivel átlépte a 25 000-es összeladást, ezért aranylemez lett.

## Dalok listája
1. Pokémon Főcímdal 3:19 (Előadó: Németh Attila)
2. Legyél te is mester 4:07 (Előadó: Németh Attila)
3. Tengerzöld város 3:31 (Előadó: Fehér Adrienn)
4. Milyen Pokémon vagy? 3:44 (Előadó: Németh Attila)
5. Jóbarátok 3:31 (Előadó: Németh Attila)
6. Minden változik 4:44 (Előadó: Fehér Adrienn)
7. Eljött a perc 3:03 (Előadó: Fehér Adrienn)
8. Pokémon (Dance Mix) 3:54 (Előadó: Fehér Adrienn)
9. Készülj a harcra 3:53 (Előadók: Németh Attila és Fehér Adrienn)
10. Örökre együtt 3:56 (Előadó: Németh Attila
11. Rám néztél (Misty dala) 4:36 (Előadó: Fehér Adrienn)
12. PokéRAP 3:05 (Előadó: Németh Attila A Pokémonok nevei eredeti, angol hanggal hallhatók)
13. Biztos siker vár 3:09 (Előadó: Németh Attila)

## Érdekességek
- Néhány dalban hallhatók rövid jelenetek az animéből. Ezeket meghagyták angol szinkronosan.
- Az albumborítón olvasható a dalszöveg, ez rengeteg hibát tartalmaz. Vélhetőleg a szövegek egy korai verziói kerültek fel a borítóra.
- A PokéRAP dalban A Pokémonok nevei eredeti, angol hanggal hallhatók. Emiatt Slowbro neve nem hallható teljesben, mert a nevét az angol verzióban elnyújtva mondják, bele is nyúlik az utána következő énekbe. A magyarban nem tudták megoldani, hogy Slowbro neve teljesen elhangozzon, mivel valószínűleg külön sávba került az ének, ezért csak "Slow..." hallatszik.

## Linkek
- Last.fm profil